# Německo na Letních olympijských hrách 2012
Německo na Letních olympijských hrách v roce 2012 v Londýně reprezentovala výprava 392 sportovců a 279 členů doprovodu v 23 sportech. Jednalo se o nejmenší výpravu Německa od sjednocení, a to z důvodu že se nekvalifikovali v kolektivních sportech. Německo se nezúčastnilo soutěží ve fotbale, házené a basketbalu.

## Medailisté
| Medaile | Jméno | Sport                | Soutěž                              |
| ------- | --- | -------------------- | ----------------------------------- |
| Zlato   | Sandra Auffarth Michael Jung Ingrid Klimke Dirk Schrade Peter Thomsen | Jezdectví            | Jezdecká všestrannost - družstvo    |
| Zlato   | Michael Jung | Jezdectví            | Jezdecká všestrannost - jednotlivci |
| Zlato   | Filip Adamski Andreas Kuffner Eric Johannesen Maximilian Reinelt Richard Schmidt Lukas Müller Florian Mennigen Kristof Wilke Martin Sauer | Veslování            | Muži osmiveslice                    |
| Zlato   | Kristina Vogel Miriam Welte | Cyklistika           | Ženy družstvo sprint                |
| Zlato   | Karl Schulze Philipp Wende Lauritz Schoof Tim Grohmann | Veslování            | Muži párová čtyřka                  |
| Zlato   | Robert Harting | Atletika             | Muži hod diskem                     |
| Zlato   | Sebastian Brendel | Kanoistika           | Muži C1 1000 m                      |
| Zlato   | Peter Kretschmer Kurt Kuschela | Kanoistika           | Muži C2 1000 m                      |
| Zlato   | Franziska Weber Tina Dietze | Kanoistika           | Ženy K2 500 m                       |
| Zlato   | Julius Brink Jonas Reckermann | Plážový volejbal     | Muži                                |
| Zlato   | Oskar Deecke Florian Fuchs Moritz Fürste Martin Haner Tobias HaukeOliver Korn Maximilian Müller Jan-Philipp Rabente Thilo Stralkowski Max Weinhold Benjamin Wess Timo Wess Christopher Wesley Matthias Witthaus Christopher Zeller Philipp Zeller | Pozemní hokej        | Muži družstvo                       |
| Stříbro | Britta Heidemannová | Šerm                 | Ženy kord                           |
| Stříbro | Sideris Tasiadis | Kanoistika           | Muži slalom C1                      |
| Stříbro | Ole Bischof | Judo                 | Muži 81 kg                          |
| Stříbro | Annekatrin Thieleová Carina Bärová Julia Richterová Britta Oppeltová | Veslování            | Ženy párová čtyřka                  |
| Stříbro | Judith Arndt | Cyklistika           | Ženy časovka jednotlivců            |
| Stříbro | Tony Martin | Cyklistika           | Muži časovka jednotlivců            |
| Stříbro | Kerstin Thieleová | Judo                 | Ženy 70 kg                          |
| Stříbro | Marcel Nguyen | Sportovní gymnastika | Muži víceboj – jednotlivci          |
| Stříbro | David Storl | Atletika             | Muži vrh koulí                      |
| Stříbro | Lilli Schwarzkopfová | Atletika             | Ženy sedmiboj                       |
| Stříbro | Marcel Nguyen | Sportovní gymnastika | Muži bradla                         |
| Stříbro | Fabian Hambüchen | Sportovní gymnastika | Muži hrazda                         |
| Stříbro | Helen Langehanenberg Dorothee Schneider Kristina Sprehe | Jezdectví            | Družstvo dressage                   |
| Stříbro | Maximilian Levy | Cyklistika           | Muži keirin                         |
| Stříbro | Carolin Leonhardt Franziska Weber Katrin Wagner-Augustinová Tina Dietze | Kanoistika           | Ženy K4 500 m                       |
| Stříbro | Christina Obergföllová | Atletika             | Ženy hod oštěpem                    |
| Stříbro | Thomas Lurz | Plavání              | Muži 10 km maratón                  |
| Stříbro | Björn Otto | Atletika             | Muži skok o tyči                    |
| Stříbro | Sabine Spitzová | Cyklistika           | Ženy cross-country                  |
| Bronz   | Sandra Auffarth | Jezdectví            | Jezdecká všestrannost - jednotlivci |
| Bronz   | Hannes Aigner | Kanoistika           | Muži slalom K1                      |
| Bronz   | Dimitrij Ovtcharov | Stolní tenis         | Muži jednotlivci                    |
| Bronz   | Dmitrij Peters | Judo                 | Muži 100 kg                         |
| Bronz   | René Enders Maximilian Levy Robert Förstemann | Cyklistika           | Muži družstvo sprint                |
| Bronz   | Andreas Tölzer | Judo                 | Muži +100 kg                        |
| Bronz   | Sebastian Bachmann Peter Joppich Benjamin Kleibrink André Weßels | Šerm                 | Družstvo mužů fleret                |
| Bronz   | Max Hoff | Kanoistika           | K1 1000 metrů muži                  |
| Bronz   | Martin Hollstein Andreas Ihle | Kanoistika           | K2 1000 metrů muži                  |
| Bronz   | Timo Boll Dimitrij Ovtcharov Bastian Steger | Stolní tenis         | Muži družstvo                       |
| Bronz   | Linda Stahlová | Atletika             | Ženy hod oštěpem                    |
| Bronz   | Betty Heidlerová | Atletika             | Ženy hod kladivem                   |
| Bronz   | Raphael Holzdeppe | Atletika             | Muži skok o tyči                    |
| Bronz   | Helena Frommová | Taekwondo            | Ženy 67 kg                          |

## Jednotlivé sporty

### Tenis
| Sportovec                              | Soutěž  | 64 hráčů v kole                         | 32 hráčů v kole                               | 16 hráčů v kole                                         | Čtvrtfinále                                           | Semifinále                                          | Finále                                                      | Pořadí  |
| Sportovec                              | Soutěž  | Soupeř výsledek                         | Soupeř výsledek                               | Soupeř výsledek                                         | Soupeř výsledek                                       | Soupeř výsledek                                     | Soupeř výsledek                                             | Pořadí  |
| -------------------------------------- | ------- | --------------------------------------- | --------------------------------------------- | ------------------------------------------------------- | ----------------------------------------------------- | --------------------------------------------------- | ----------------------------------------------------------- | ------- |
| Philipp Kohlschreiber                  | dvouhra | odstoupil pro zranění                   | odstoupil pro zranění                         | odstoupil pro zranění                                   | odstoupil pro zranění                                 | odstoupil pro zranění                               | odstoupil pro zranění                                       |         |
| Philipp Petzschner                     | dvouhra | Lacko (SVK) · 7–6(7–5), 6–1             | Tipsarević (SRB) · 6–3, 3–6, 3–6              |                                                         |                                                       |                                                     |                                                             | 17.–32. |
| Christopher Kas Philipp Petzschner     | čtyřhra |                                         | Davyděnko / · Južnyj (RUS) · 5–7, 5–7         |                                                         |                                                       |                                                     |                                                             | 17.–32. |
| Mona Barthelová                        | dvouhra | U. Radwańská (POL) · 4–6, 3–6           |                                               |                                                         |                                                       |                                                     |                                                             | 33.–64. |
| Julia Görgesová                        | dvouhra | A. Radwańská (POL) · 7–5, 6–7(5–7), 6–4 | Lepčenková (USA) · 6–3, 7–5                   | Kirilenková (RUS) · 6–7(5–7), 3–6                       |                                                       |                                                     |                                                             | 9.–16.  |
| Angelique Kerberová                    | dvouhra | Cetkovská (CZE) · 6–1, 3–0skreč         | Babosová (HUN) · 6–1, 6–1                     | V. Williamsová (USA) · 7–6(7–5), 7–6(7–5)               | Azarenková (BLR) · 4–6, 5–7                           |                                                     |                                                             | 5.–8.   |
| Sabine Lisická                         | dvouhra | Džabúrová (TUN) · 4–6, 6–0, 7–5         | Švedovová (KAZ) · 4–6, 6–3, 7–5               | Šarapovová (RUS) · 7–6(10–8), 4–6, 3–6                  |                                                       |                                                     |                                                             | 9.–16.  |
| Julia Görgesová Anna-Lena Grönefeldová | čtyřhra |                                         | Baltachová / · Keothavongová (GBR) · 6–3, 6–1 | Makarovová / · Vesninová (RUS) · 2–6, 1–6               |                                                       |                                                     |                                                             | 9.–16.  |
| Angelique Kerberová Sabine Lisická     | čtyřhra |                                         | Robsonová / · Watsonová (GBR) · 1–6, 6–4, 6–3 | Williamsová / · Williamsová (USA) · 2–6, 5–7            |                                                       |                                                     |                                                             | 9.–16.  |
| Angelique Kerberová Philipp Petzschner | mix     |                                         |                                               | Azarenková / · Mirnyj (BLR) · 2–6, 2–6                  |                                                       |                                                     |                                                             | 9.–16.  |
| Sabine Lisická Christopher Kas         | mix     |                                         |                                               | Huberová / · Bryan (USA) · 7–6 (7–5), 6–7 (5–7), [10–5] | Vinciová / · Bracciali (ITA) · 4–6, 7–6 (7–2), [10–7] | Robsonová / · Murray (GBR) · 1–6, 7–6 (9–7), [7–10] | (malé finále) Raymondová / · Bryan (USA) · 3–6, 6–4, [4–10] | 4.      |